# Mont Brouilly
De Mont Brouilly is een heuveltop in de streek Beaujolais in het departement Rhône in Frankrijk.
Op de berghellingen liggen wijngaarden die druiven leveren voor de wijnsoort Brouilly, een Beaujolais. De berg ligt op het grondgebied van de dorpen Saint-Lager en Odenas.

## Notre-Dame aux Raisins

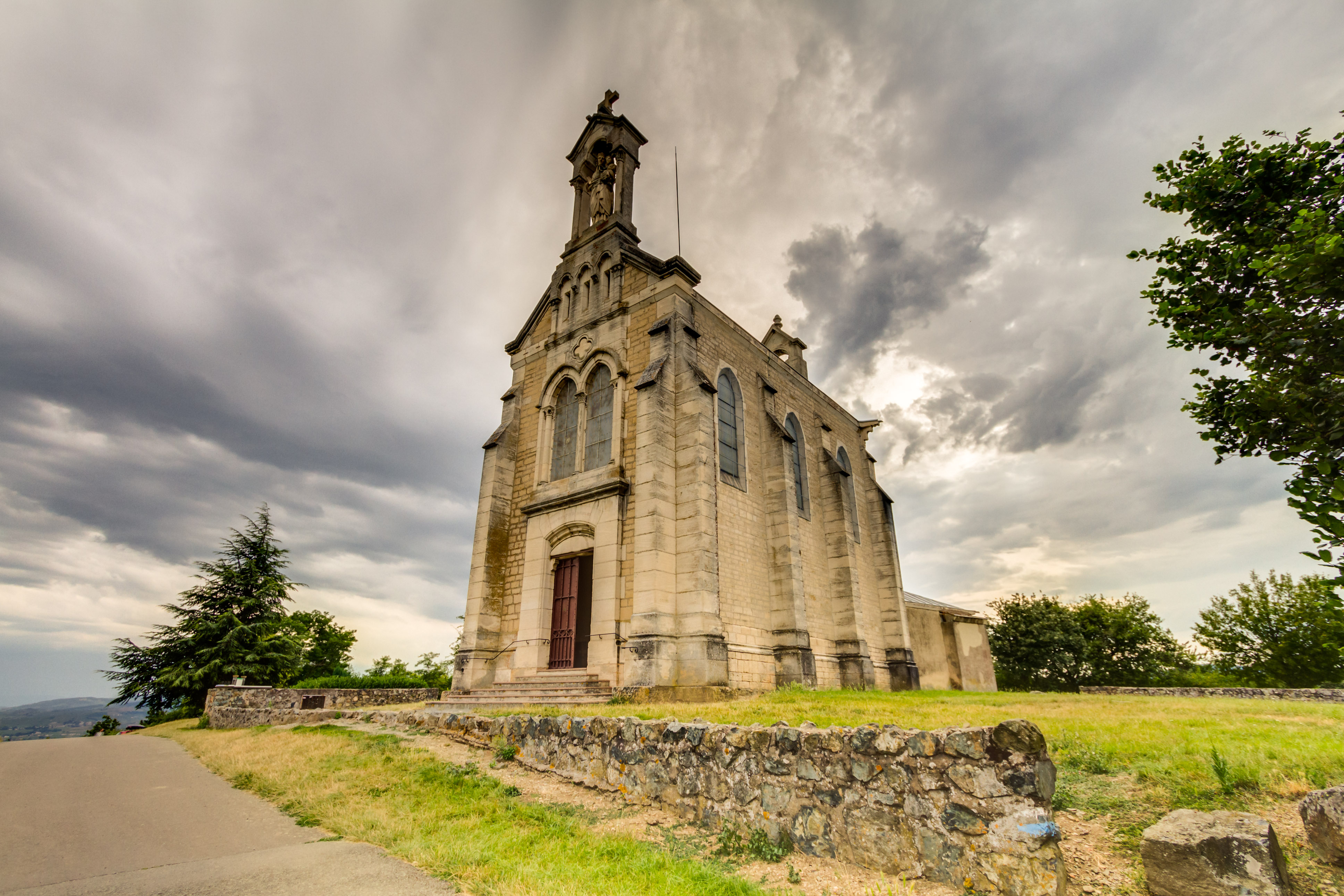
Notre-Dame aux Raisins

Ook ligt op de helling een kapelletje, de Notre-Dame aux Raisins, die jaarlijks op 8 september wordt bezocht. De eerste steen werd gelegd in 1854, nadat hagel en meeldauw tussen 1850 en 1852 de oogst hadden verwoest. In 1857 was de kapel afgebouwd. Op het altaar staat de inscriptie "À Marie contre l’oïdium" (Voor Maria tegen meeldauw), en op de voorgevel "À Marie protectrice du Beaujolais" (Voor Maria beschermster van Beaujolais).